# Spirytus miętowy
Spirytus miętowy (łac. Spiritus Menthae piperitae FP XIII) – preparat galenowy sporządzany w zakresie receptury aptecznej według przepisu farmakopealnego. W Polsce na stan obecny (2024) skład określa Farmakopea Polska XIII. Stanowi roztwór olejku mięty pieprzowej w rozcieńczonym spirytusie. Jest bezbarwną, przezroczystą cieczą o zapachu spirytusowomiętowym.

## Skład
olejek mięty pieprzowej           5 cz.
etanol 96%              88 cz.
woda oczyszczona         7  cz.
Olejek mięty pieprzowej należy rozpuścić w etanolu, dodać mieszając wodę oczyszczoną

## Zastosowanie
Spirystus miętowy per se jest używany stosunkowo rzadko, głównie miejscowo do nacierań.
Częściej stanowi składową leków recepturowych i galenowych. np. Płukanki Schwarza.